# Trogone
Die Trogone (Trogonidae), auch Nageschnäbler genannt, sind die einzige Familie in der Ordnung der Trogoniformes. In dieser Familie gibt es sieben Gattungen und ca. 50 Arten. Sie bewohnen die tropischen Waldgebiete in Afrika, Indien, Südostasien und in Mittel- und Südamerika und verbringen den größten Teil des Tages auf Bäumen. Auf dem Boden halten sie sich selten auf. Mit ihren kurzen, schwachen Beinen sind sie keine guten Läufer. Einige Arten der Trogone sind durch die Zerstörung ihres Lebensraumes stark gefährdet, so unter anderem der Quetzal, der Nationalvogel von Guatemala.

## Merkmale

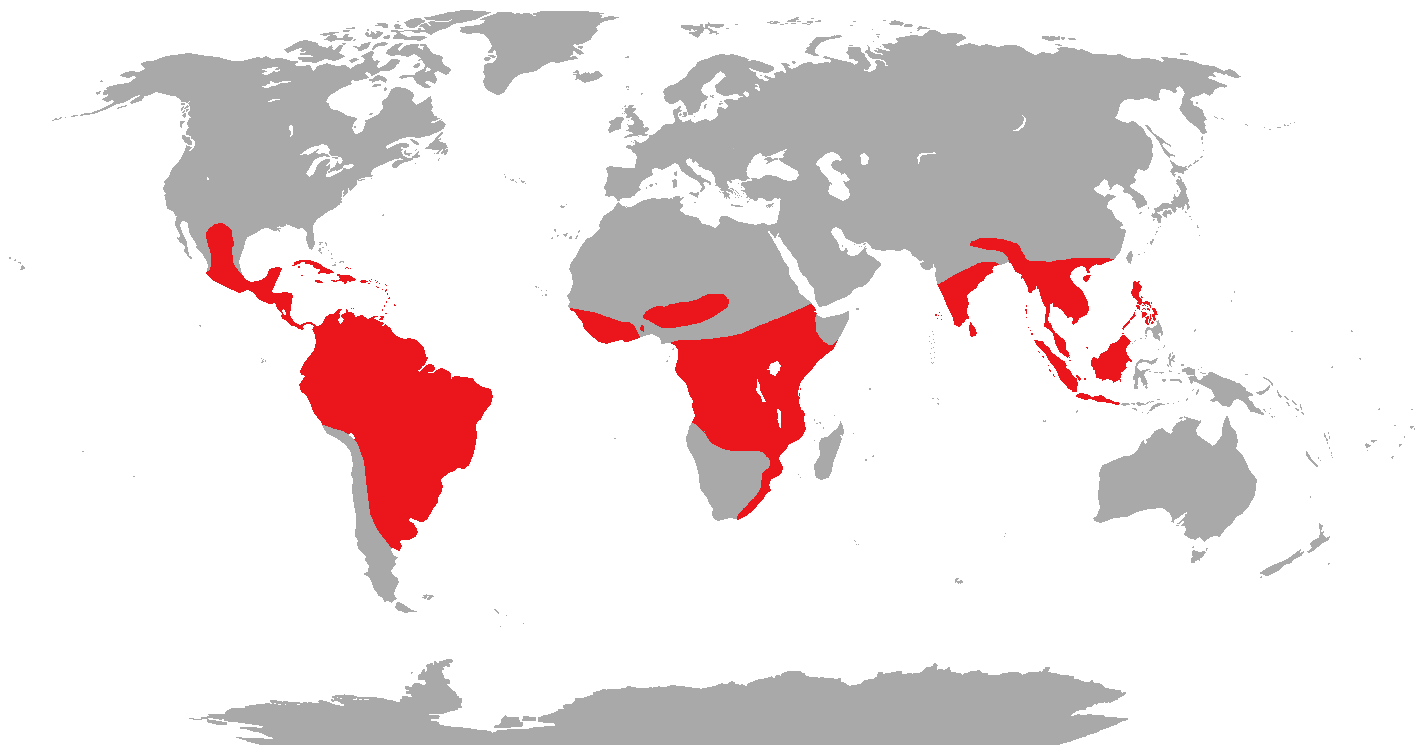
Die Verbreitung der Trogone

Trogone gehören zu den farbenprächtigsten Vögeln. Sie sind jedoch kaum in den Bäumen auszumachen. Vor allem die Männchen zeigen sich in einem Prachtkleid, die Weibchen sind weniger auffällig gefärbt. In der dünnen, leicht reißenden Haut sitzen die Federn sehr locker. Das Gefieder hat auf der Oberseite meist eine leuchtende, metallisch schimmernde, smaragdgrüne, grüne oder blaue Farbe, gelegentlich auch braun. Auf der Unterseite ist das Gefieder oft rot, blau, gelb oder weiß. Sie besitzen abgerundete Flügel und lange Schwanzfedern. An ihren Kletterfüßen sind je zwei Zehen nach vorne gerichtet und zwei nach hinten. Im Gegensatz zu anderen baumbewohnenden Vögeln, bei denen die erste und vierte Zehe nach hinten gerichtet sind (sog. zygodaktyle Füße), weisen bei den Trogonen die erste und die zweite nach hinten (sog. heterodaktyle Füße). Diese Zehenstellung brachte ihnen auch den Beinamen „Verkehrtfüßler“ ein und ist eine besondere Anpassung an das Leben in den Bäumen. Sie ernähren sich von Insekten, anderen Wirbellosen, Beeren und Früchten. An ihren kurzen, breiten und kräftigen Schnäbeln befinden sich auf jeder Seite der Schnabelwurzel steife Borsten, die eine Art Fanggerät für fliegende Beutetiere bilden.

## Ernährung
Trogone ernähren sich von Früchten und Wirbellosen, die großen Arten auch von kleinen Wirbeltieren, wie kleinen Froschlurchen und Echsen. Ausnahmen sind die afrikanischen Trogone (Gattung Apaloderma), die wahrscheinlich ausschließlich Insekten und andere Gliederfüßer fressen, und der Quetzal und seine Verwandten (Gattung Pharomachrus), die sich fast ausschließlich von Früchten ernähren.

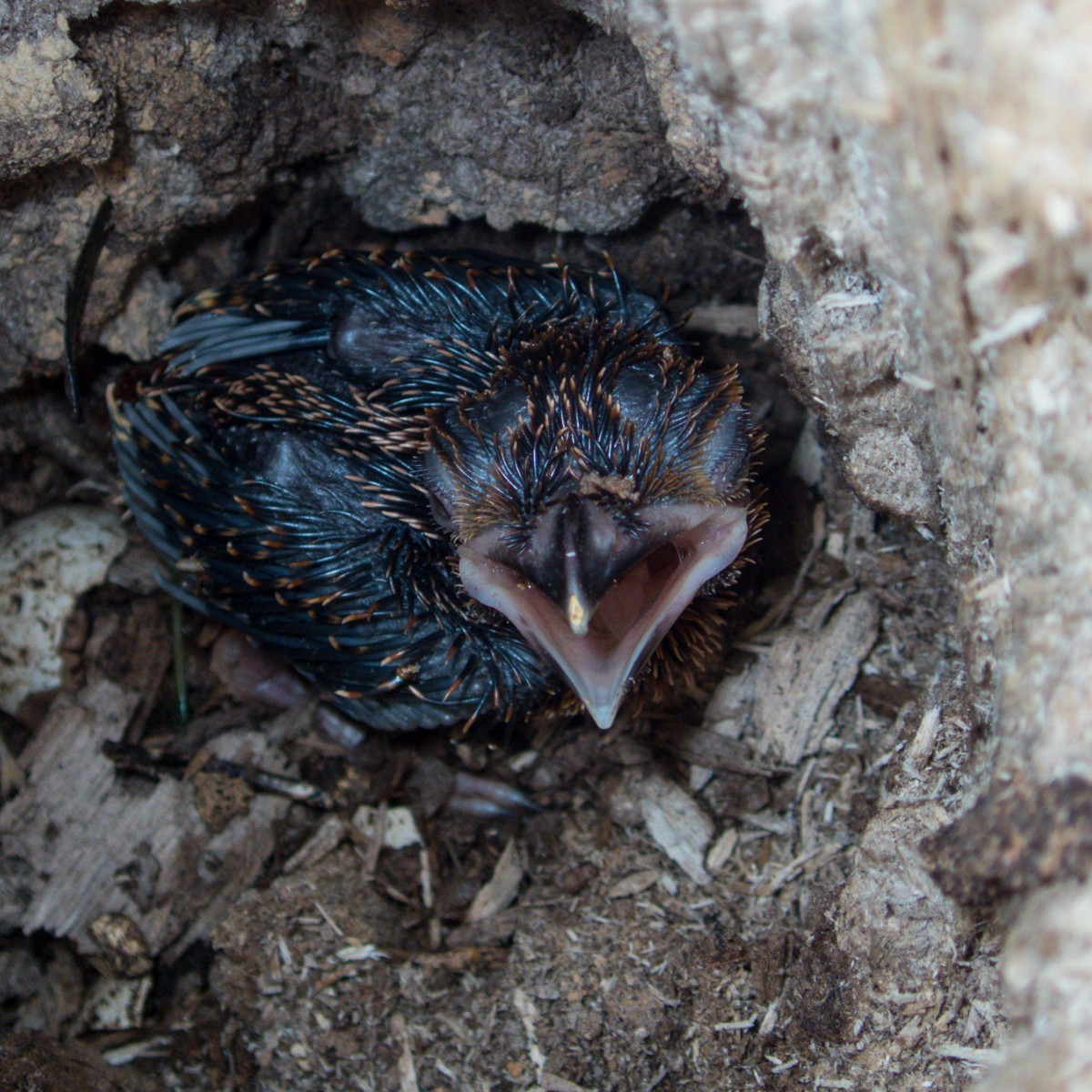
Jungvogel des Rotkopftrogons im Baumhöhlennest

## Fortpflanzung
Trogone sind Höhlenbrüter. Mit dem Schnabel und den Füßen wird in einem morschen Baum oder in einem Termitenhügel eine Höhle gegraben oder sie nehmen eine verlassene Nisthöhle ein. Das Gelege, das aus zwei bis vier Eiern besteht, wird von beiden Altvögeln 15 bis 19 Tage lang ausgebrütet. Die Eier sind je nach Art weiß, grünlich, bläulich oder gelblich gefärbt. Bei der Aufzucht beteiligen sich beide Elternvögel. Die Jungvögel verlassen das Nest nach 16 bis 30 Tagen.

## Äußere Systematik

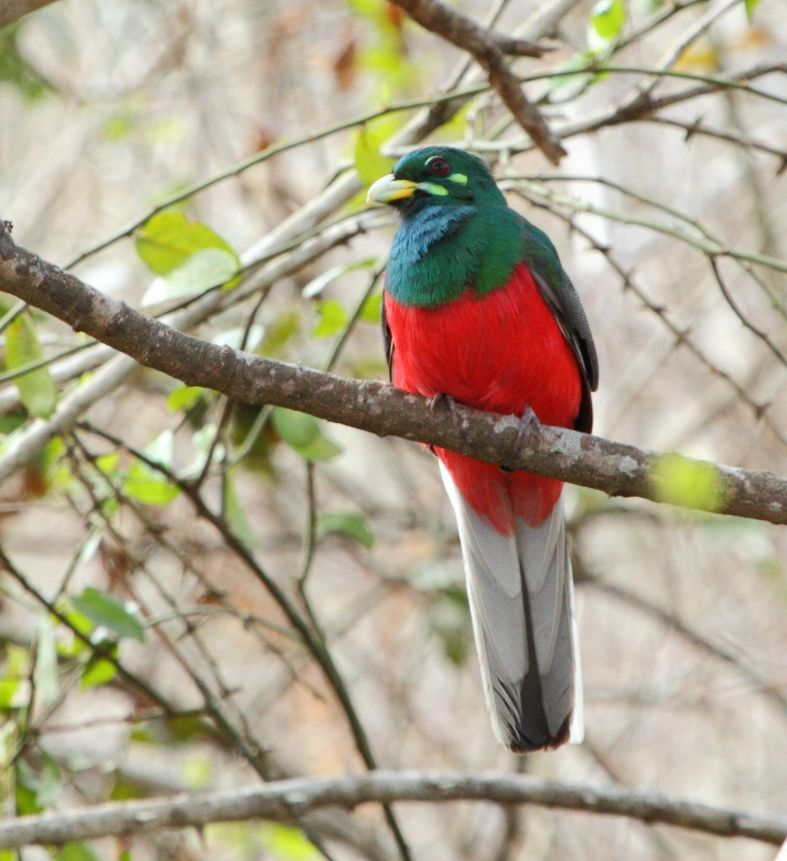
Narinatrogon (Apaloderma narina)

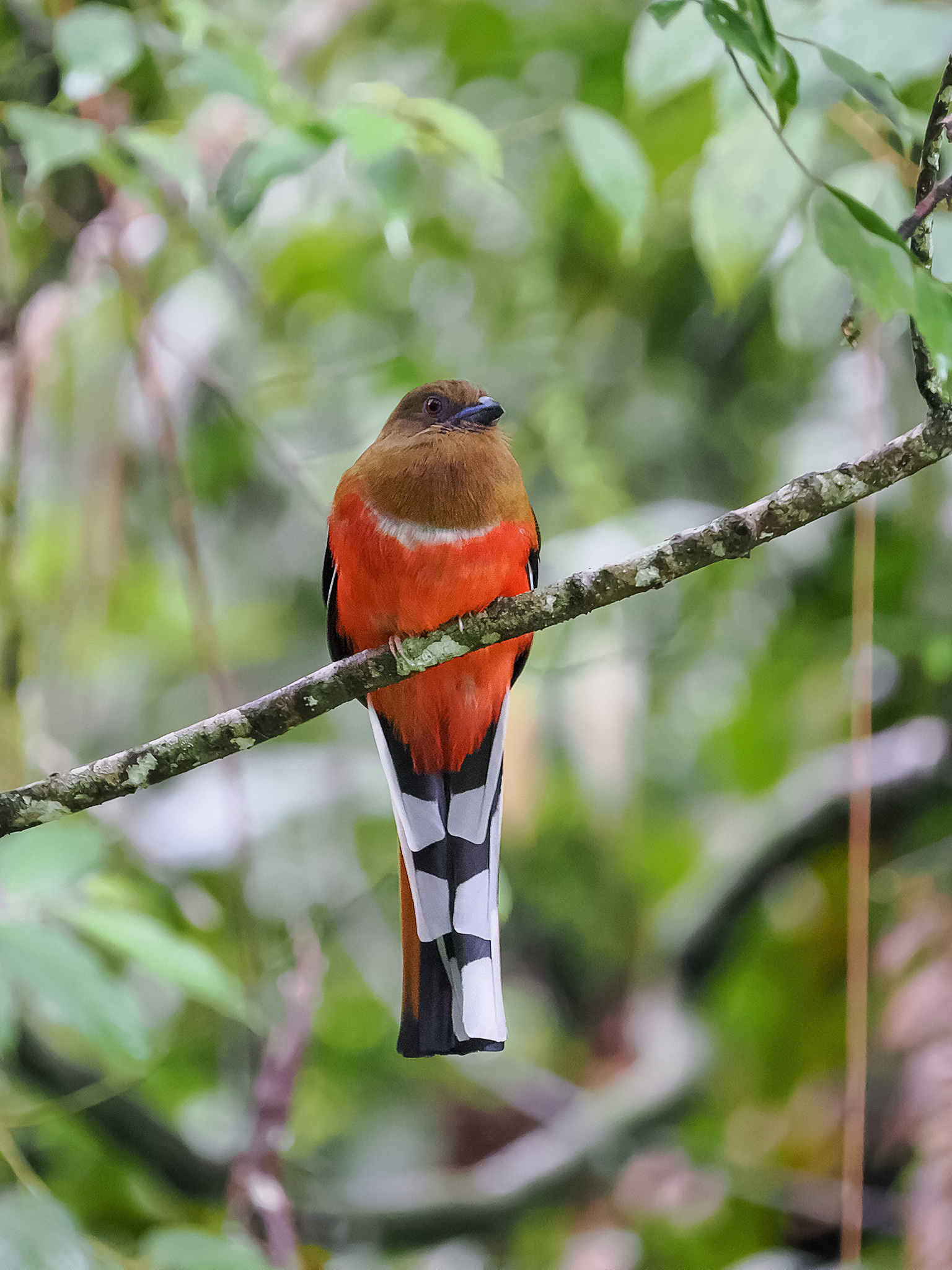
Rotkopftrogon (Harpactes erythrocephalus)

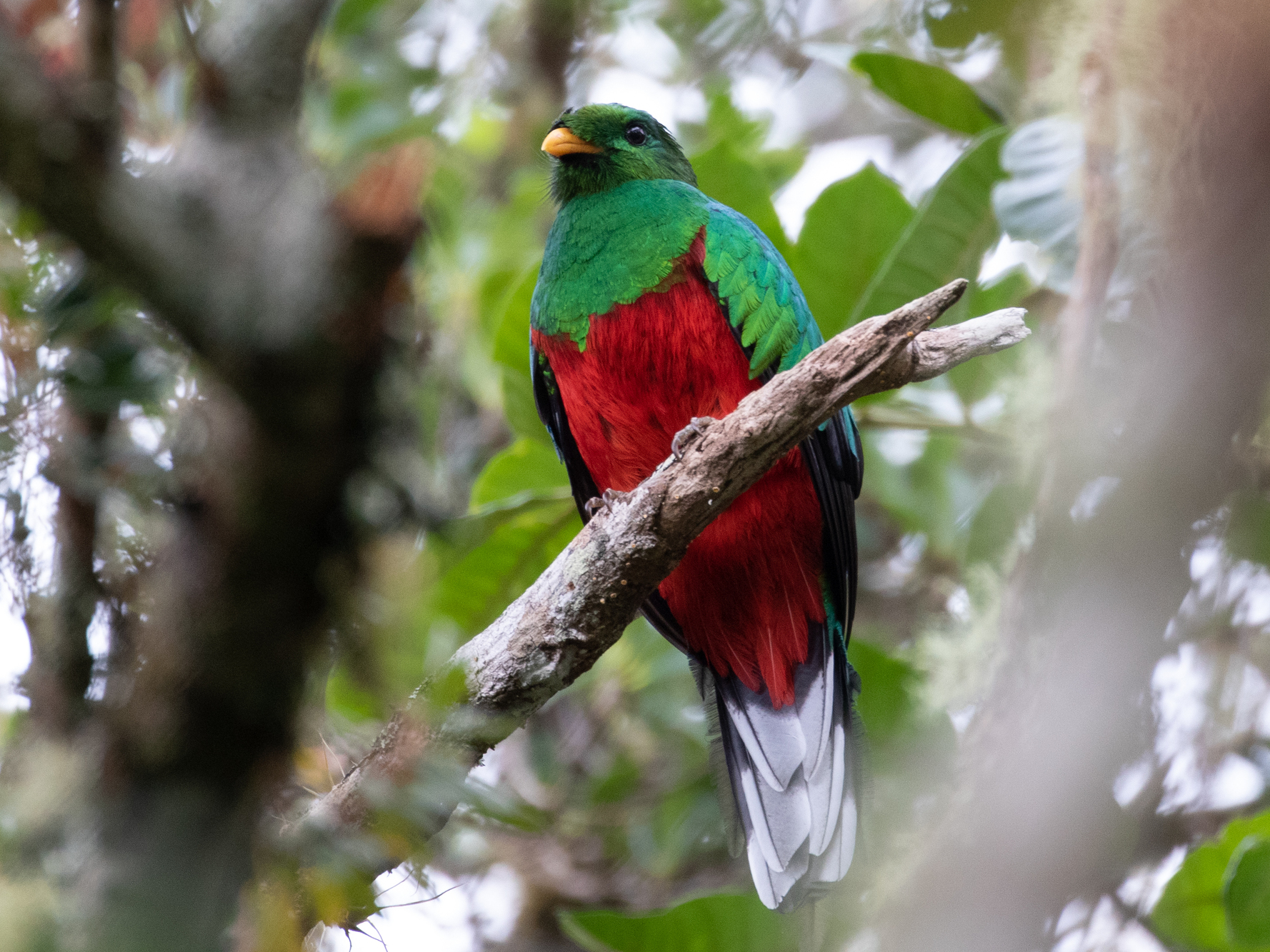
Glanztrogon (Pharomachrus fulgidus)

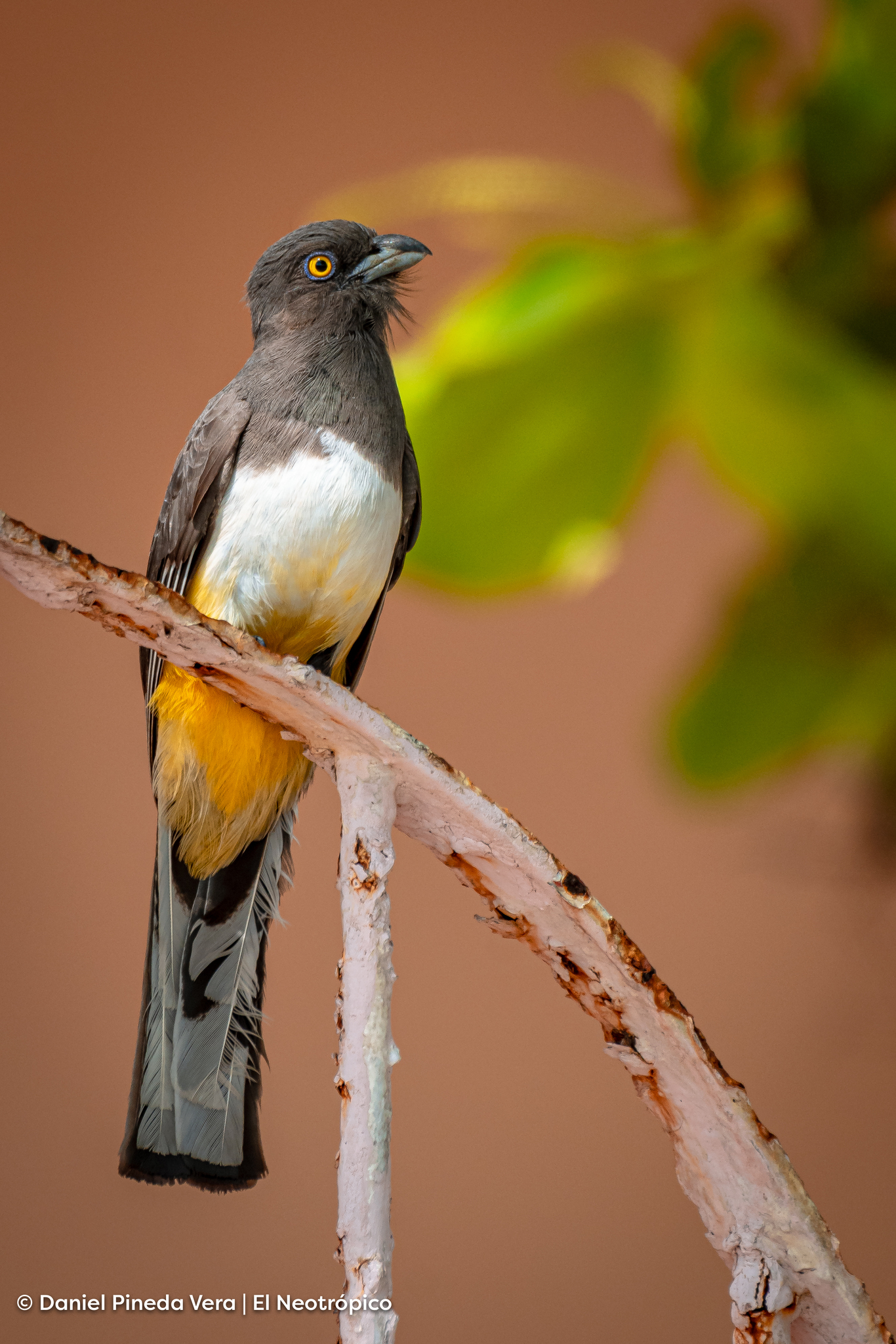
Graukopftrogon (Trogon citreolus)

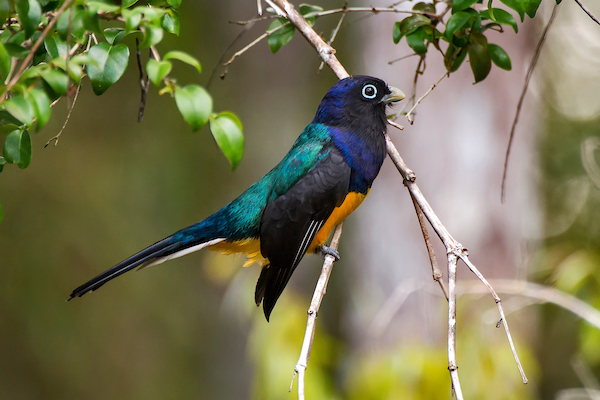
Weißschwanztrogon (T. viridis)

Trogone haben keine nahen Verwandten und sind die einzige Familie der Ordnung Trogoniformes. Zusammen mit den Mausvögeln (Coliiformes), dem Kurol (Leptosomatiformes), den Hornvögeln und Hopfen (Bucerotiformes), den Rackenvögeln (Coraciiformes) und den Spechtvögeln (Piciformes) bilden die Trogoniformes eine monophyletische Klade, die man als Coraciimorphae bzw. Afroaves bezeichnet, und die die Schwestergruppe der Australaves (u. a. Falkenartige (Falconiformes), Papageien (Psittaciformes) und Sperlingsvögel (Passeriformes)) ist.
Siehe auch: Systematik der Vögel

## Gattungen und Arten
- Unterfamilie Aplodermatinae, Afrika[4]
  - Apaloderma, Afrika
    - Bergtrogon (Apaloderma vittatum)
    - Gelbwangentrogon (Apaloderma aequatoriale)
    - Narinatrogon (Apaloderma narina)
- Unterfamilie Harpactinae, Süd- und Südostasien
  - Apalharpactes, Indonesien
    - Sumatratrogon (Apalharpactes mackloti)
    - Javatrogon (Apalharpactes reinwardtii) (ehemals Harpactes reinwardtii)

  - Harpactes, Süd- und Südostasien
    - Diardtrogon (Harpactes diardii)
    - Graubrusttrogon (Harpactes whiteheadi)
    - Malabartrogon (Harpactes fasciatus)
    - Orangebrusttrogon (Harpactes oreskios)
    - Philippinentrogon (Harpactes ardens)
    - Rosenschwanztrogon (Harpactes wardi)
    - Rotbürzeltrogon (Harpactes duvaucelii)
    - Rotkopftrogon (Harpactes erythrocephalus)
    - Rotnackentrogon (Harpactes kasumba)
    - Zimtbürzeltrogon (Harpactes orrhophaeus)
- Unterfamilie Trogoninae, Neue Welt
  - Euptilotis, südliches Nordamerika
    - Kieferntrogon (Euptilotis neoxenus)

  - Pharomachrus, Süd- und Mittelamerika
    - Glanztrogon (Pharomachrus fulgidus)
    - Goldkopftrogon (Pharomachrus auriceps)
    - Kammtrogon (Pharomachrus antisianus)
    - Pfauentrogon (Pharomachrus pavoninus)
    - Quetzal (Pharomachrus mocinno)

  - Priotelus, Große Antillen
    - Kubatrogon (Priotelus temnurus)
    - Hispaniolatrogon (Priotelus roseigaster)

  - Trogon, Süd-, Mittel- und südliches Nordamerika
    - Bairdtrogon (Trogon bairdii)
    - Blauscheiteltrogon (Trogon curucui)
    - Bronzetrogon (Trogon mexicanus)
    - Graukopftrogon (Trogon citreolus)
    - Jungferntrogon (Trogon collaris)
      - Goldbauchtrogon (Trogon aurantiiventris), jetzt Trogon collaris aurantiiventris[5]

    - Kupfertrogon (Trogon elegans)
    - Maskentrogon (Trogon personatus)
    - Schieferschwanztrogon (Trogon massena)
    - Schwarzkehltrogon (Trogon rufus)
    - Schwarzkopftrogon (Trogon melanocephalus)
    - Schwarzschwanztrogon (Trogon melanurus)
    - Sperberschwanztrogon (Trogon clathratus)
    - Surucuatrogon (Trogon surrucura)
    - Veilchentrogon (Trogon violaceus)
    - Grünschwanztrogon (Trogon caligatus)
    - Blauschwanztrogon (Trogon comptus)
    - Grünmanteltrogon (Trogon viridis)
    - Weißschwanztrogon (Trogon chionurus), auch Westlicher Weißschwanztrogon
    - Amazonastrogon (Trogon ramonianus)
    - Guayaquiltrogon (Trogon mesurus)
    - Südlicher Schwarzkehltrogon (Trogon chrysochloros)[6]
    - Choco-Schwarzkehltrogon (Trogon cupreicauda)[6]
    - Nördlicher Schwarzkehltrogon (Trogon tenellus)[6]

Das folgende Kladogramm zeigt die Verwandtschaft der Trogongattungen zueinander:

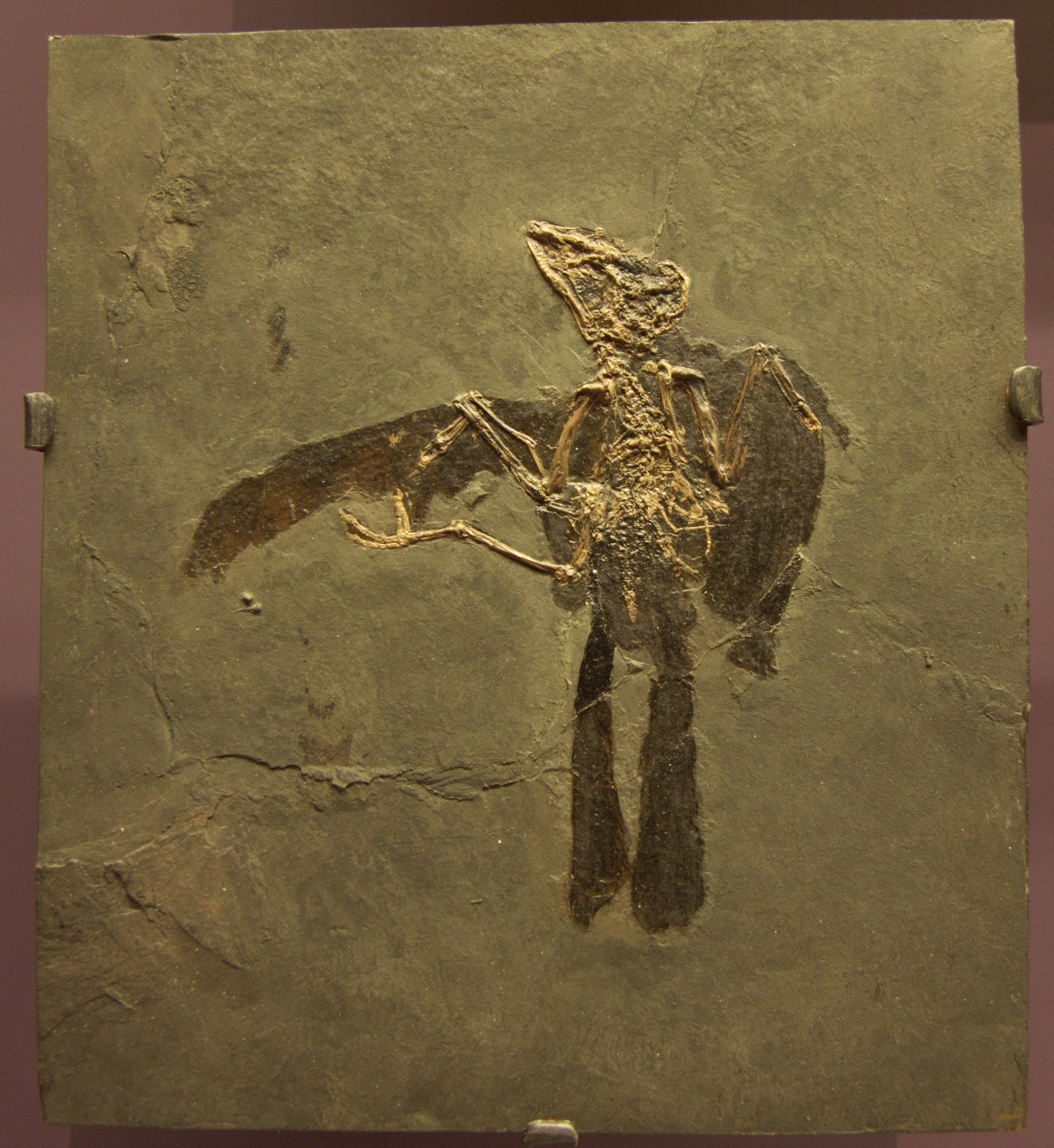
Fossil von Masillatrogon

|  | Apalharpactes |
|  |               |
|  | Harpactes     |
|  |               |

|  | Euptilotis   |
|  |              |
|  | Pharomachrus |
|  |              |

|  | Priotelus |
|  |           |
|  | Trogon    |
|  |           |

|  | Euptilotis   |
|  |              |
|  | Pharomachrus |
|  |              |

|  | Priotelus |
|  |           |
|  | Trogon    |
|  |           |

|  | Apalharpactes |
|  |               |
|  | Harpactes     |
|  |               |

|  | Euptilotis   |
|  |              |
|  | Pharomachrus |
|  |              |

|  | Priotelus |
|  |           |
|  | Trogon    |
|  |           |

|  | Euptilotis   |
|  |              |
|  | Pharomachrus |
|  |              |

|  | Priotelus |
|  |           |
|  | Trogon    |
|  |           |

|  | Apalharpactes |
|  |               |
|  | Harpactes     |
|  |               |

|  | Euptilotis   |
|  |              |
|  | Pharomachrus |
|  |              |

|  | Priotelus |
|  |           |
|  | Trogon    |
|  |           |

|  | Euptilotis   |
|  |              |
|  | Pharomachrus |
|  |              |

|  | Priotelus |
|  |           |
|  | Trogon    |
|  |           |

|  | Apalharpactes |
|  |               |
|  | Harpactes     |
|  |               |

|  | Euptilotis   |
|  |              |
|  | Pharomachrus |
|  |              |

|  | Priotelus |
|  |           |
|  | Trogon    |
|  |           |

|  | Euptilotis   |
|  |              |
|  | Pharomachrus |
|  |              |

|  | Priotelus |
|  |           |
|  | Trogon    |
|  |           |

## Fossilbericht
Im Paläogen gab es auch in Europa Trogone. Der älteste Nachweis ist Septentrogon, belegt durch ein fossiles Schädelfragment aus der dänischen Fur-Formation, die sich während des Übergangs vom Oberen Paläozän zum Unteren Eozän abgelagert hat. Aus dem mittleren Oligozän stammt Primotrogon, dessen fossilen Überreste in der Nähe der französischen Gemeinde Céreste im südöstlichen Frankreich gefunden wurden, während Masillatrogon aus der Grube Messel (Eozän) bei Darmstadt stammt. Beim 2023 beschriebenen Eotrogon stenorhynchus, aus dem frühen Eozän Englands, konnte schon die für die Familie typischen heterodaktylen Füße nachgewiesen werden.

## Namengebend
Eine ab 2017 an der Fachhochschule Wiener Neustadt entwickelte Starrflügel-Transportdrohne wurde anlässlich des Erstflugs eines Demonstrators mit 4 m Spannweite im Oktober 2022 als Trogon vorgestellt.